# Gabriella (Schiff)
Die Gabriella ist ein Fährschiff, das von Viking Line im Verkehr zwischen Helsinki und Stockholm eingesetzt wird. Das Schiff wurde 1992 bei Brodogradilište Split als Frans Suell für die Reederei Euroway gebaut. Zwischen 1994 und 1997 fuhr es als Silja Scandinavia für die finnische Reederei Silja Line.

## Geschichte
Die Frans Suell wurde 1991 als erstes Schiff der neu gegründeten Reederei Euroway bestellt. Ihr grundlegendes Design basiert auf der Amorella von Viking Line, allerdings wurden auf Kosten der Passagierbereiche weitere Kabinen eingebaut. Während des Baus der Frans Suell brach im damaligen Jugoslawien der Bürgerkrieg aus und das Schiff erlitt einige Beschädigungen durch Beschuss. Das Schiff konnte jedoch trotz des Krieges fertiggestellt werden. Es wurde am 5. Mai 1992 an Euroway übergeben und daraufhin auf der Strecke Travemünde – Malmö eingesetzt. Im September 1992 wurde Lübeck als weiterer Hafen der Strecke hinzugefügt. 1993 ging Euroway eine Partnerschaft mit Silja Line ein, wodurch die Silja Line Euroway daraus wurde. Während der Sommersaison war Lübeck jedoch aus dem Fahrplan gestrichen, um eine schnellere Verkehrsabfolge zwischen Travemünde und Malmö zu ermöglichen. Um die Strecke im Passagierverkehr des Winters 1993/94 interessanter zu gestalten, wurde die Route auf die Häfen Lübeck – Travemünde – Malmö – Kopenhagen ausgedehnt. Der Service von Silja Line Euroway wurde dann allerdings am 12. März 1994 eingestellt.
Nach dem Ende von Euroway wurde die Frans Suell an Silja Line verchartert und in Silja Scandinavia umbenannt. Das Schiff wurde nun auf der Route Stockholm—Mariehamn—Turku eingesetzt. Der Konkurrent Viking Line, der bereits die beiden Schwesterschiffe Isabella und Amorella besaß, zeigte ebenfalls Interesse an dem Schiff, war allerdings nicht bereit, die geforderte Kaufsumme zu zahlen. Jedoch wurde die Silja Scandinavia gegen Ende der Charterzeit 1996 bei Silja Line dann doch an Viking Line verkauft und 1997 übergeben.
Nach der Umbenennung in Gabriella wurde sie auf der Route Helsinki – Stockholm eingesetzt. Seit 1999 wird zusätzlich Mariehamn als Zwischenstopp angelaufen.
Das Schiff wurde unter anderem in den 2000er Jahren und im Frühjahr 2016 modernisiert.

## Decks
1. Maschinenraum
2. C-Klasse-Kabinen
3. Autodeck
4. Autodeck (das Autodeck kann mit Hilfe von hydraulischen Böden horizontal in zwei Decks geteilt werden)
5. A- und B-Klasse-Kabinen, Boarding
6. Sauna, Whirlpools, Schwimmbecken, A- und B-Klasse-Kabinen
7. Sea Side Café & Internet, Kinderspielzimmer, Information, Boarding, Duty-free Shop, Pearl Beauty Shop, B-Klasse- und Luxuskabinen, Suiten, Crewbereiche
8. Viking Buffet, Captain’s Corner Pub, Food Garden and Bankett Restaurants, Fun Club, Casino
9. Disco, B-Klasse- und Luxuskabinen, Suiten, Crewbereiche, Sonnendeck
10. Konferenzbereiche, Disco, Crewbereiche
11. Luxus Kabinen, Konferenzbereiche, Crewbereiche
12. Brücke, Sonnendeck

## Schwesterschiffe
Schwesterschiffe der Gabriella sind die 1988 gebaute Mega Victoria, die 1989 gebaute Isabella und die 1994 gebaute Crown of Scandinavia.